# Fidel Bassa
Fidel Bassa est un boxeur colombien né le 18 décembre 1962 à El Retén.

## Carrière
Passé professionnel en 1983, il devient champion de Colombie des poids mouches en 1985 puis champion du monde WBA de la catégorie le 13 février 1987 en battant aux points Hilario Zapata. Bassa conserve son titre à six reprises avant d'être à son tour battu par Jesús Rojas le 30 septembre 1989. Il met un terme à sa carrière de boxeur après ce combat sur un bilan de 22 victoires, 1 défaite et 1 match nul.